# Отличные новости
«Отли́чные но́вости» (англ. Great News) — американский ситком, премьера которого состоялась 14 марта 2017 года на канале NBC.
11 мая 2017 года NBC продлил сериал на второй сезон. 11 мая 2018 года сериал был закрыт после двух сезонов.

## Сюжет
В телестудию, в которой Кэти Уэндельсон работает продюсером передачи новостей, устраивается работать её властная мать Кэрол.

## В ролях
- Брига Хилан — Кэтрин «Кэти» Уэндельсон[5]
- Андреа Мартин — Кэрол Уэндельсон[6]
- Адам Кэмпбелл — Грег Уолш[7]
- Николь Ричи — Порша Скотт-Гриффит[8]
- Оратио Санс — Джастин
- Джон Майкл Хиггинс — Чак Пирс[8]

## Отзывы критиков
Ситком «Отличные новости» получил положительные отзывы критиков. На сайте-агрегаторе Rotten Tomatoes сериал держит 74 % «свежести», что основано на 27 отзывах критиков со средним рейтингом 6,2/10. Критический консенсус сайта гласит: «Сериал „Отличные новости“ избегает присущих жанру ловушек благодаря умеренно взрывному юмору и талантливому, вызывающему симпатию актёрскому составу». На Metacritic сериал получил 67 баллов из ста на основе 21 «в целом положительной» рецензии.